# Christoph Meili
Pour les articles homonymes, voir Meili (homonymie).
Michel Christopher Meili, dit Christoph Meili, né le 21 avril 1968, est un agent de sécurité et lanceur d'alerte suisse.

## Biographie
En janvier 1997, Christoph Meili travaillait comme agent de sécurité à l'Union de banques suisses (UBS) à Zurich. Il a découvert, dans la salle des destructeurs de document, que l'UBS détruisait des documents bancaires de la période 1945 - 1965, et il a supposé que certains documents concernaient des comptes ayant appartenu à des clients juifs tués dans l'Holocauste. Il a aussi découvert des documents provenant de la Reichsbank allemande listant des comptes d'actions et des titres de propriété foncière à Berlin, confisquées par le régime nazi, et placés dans des comptes bancaires suisses. Le 8 janvier 1997, il a ramené quelques documents chez lui, puis il les a remis à une organisation juive qui a contacté la police, puis la presse le 14 janvier 1997.
Les autorités zurichoises ont réagi en émettant un mandat d'arrêt pour infraction à la loi sur le secret bancaire. À la suite de cela Meili a pris la fuite aux États-Unis où il a obtenu l'asile politique. C'est le premier citoyen suisse à avoir obtenu ce statut. Le mandat d'arrêt a été annulé le 24 septembre 1997 mais Meili n'est revenu pour la première fois dans sa patrie qu'en 2009,. Christoph Meili a obtenu la nationalité américaine le 14 mai 2004. Par la suite il s'est engagé dans l'armée américaine, où il a obtenu une décoration.
Par ailleurs, une photographie prise par la journaliste Gisela Blau Guggenheim de Meili tenant les documents a fait l'objet d'un procès, et a finalement été jugée trop générique pour tomber sous le coup du droit d'auteur. 